# Asteracanthus
Asteracanthus (лат., от др.-греч. ἀστήρ (aster) — звезда, и др.-греч. ἄκανθα (akantha) — шип) — вымерший род гибодонтообразных рыб, обитавших с середины юрского (батский век) до раннего мелового периода (валанжинский век).

## Описание

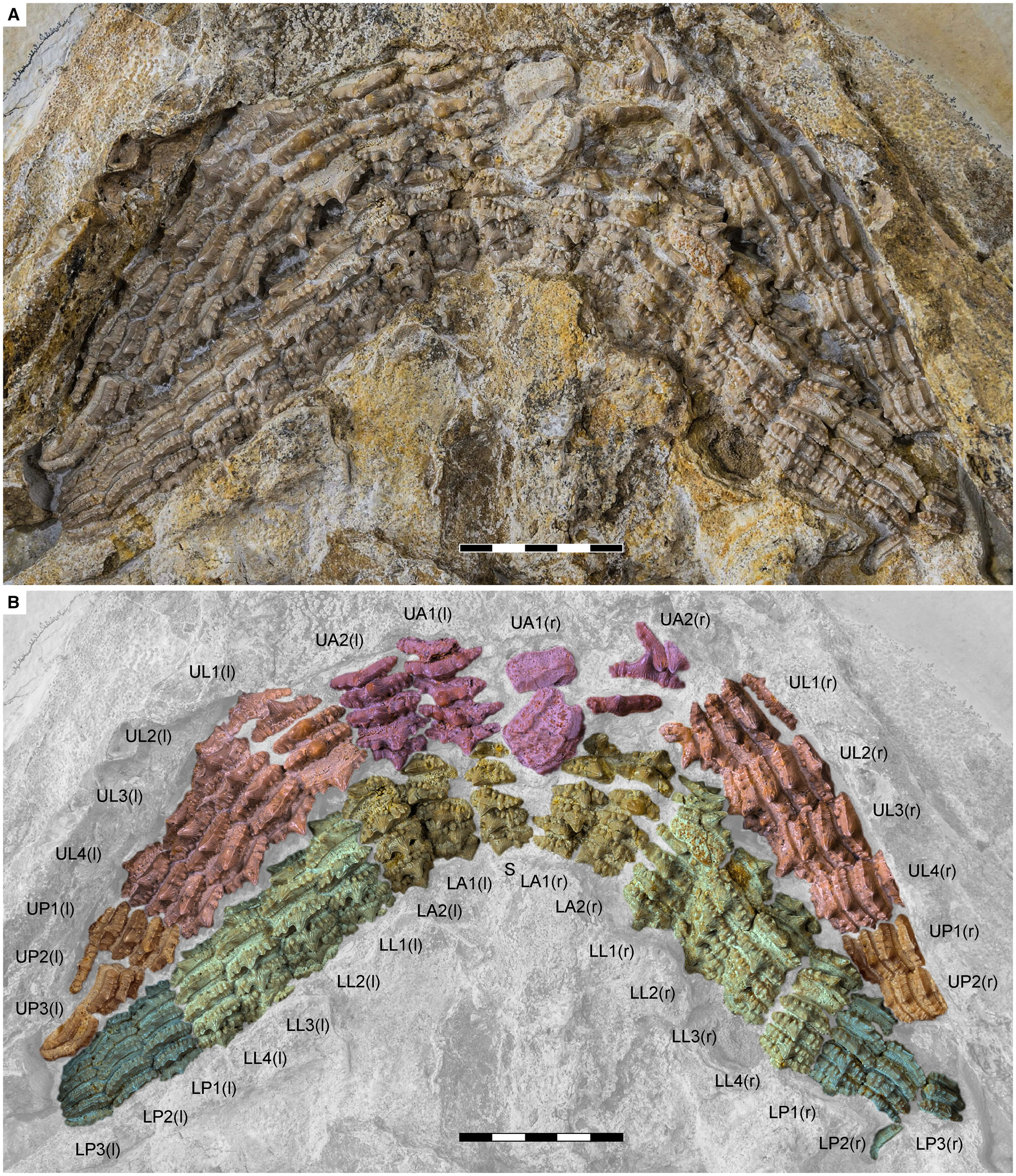
Зубной ряд Asteracanthus ornatissimus

Asteracanthus — один из крупнейших известных гибодонтообразных, рыба достигала в длину 2-3 метра. Зубной ряд Asteracanthus многобугорчатый и с высокими коронками. Округлые у основания зубы, ранее приписывавшиеся данному роду, на самом деле принадлежат Strophodus. Как и у Strophodus, шипы плавников Asteracanthus покрыты бугорками, а не рёбрами, типичными для шипов плавников у других гибодонтообразных.

## Палеонтологическая летопись
Род в его нынешнем понимании датируется временны́м промежутком от средней юры (бат) до раннего мела (валанжин) Европы, включая Германию, Швейцарию, Англию и Францию. В 2021 году был описан полный скелет из позднеюрского (титонского) зольнхофенского известняка. Ранее считавшийся синонимом, род Strophodus (средний триас-поздний мел) теперь считается отдельным. Зубы Asteracanthus имеют больше общего с зубами гибодуса (Hybodus) и Egertonodus.

## Экология
Род, видимо, являлся донной рыбой, обитавшей в открытом море. Скорее всего, Asteracanthus плавал медленно. Предполагается, что зубы животного были приспособлены для хватания добычи, при этом боковые зубы использовались для дробления и разгрызания. В рацион Asteracanthus, вероятно, входил широкий диапазон животных: от обладавших относительно крепким панцирем до мягкотелых. Зубы Asteracanthus, найденные вместе с остатками морских рептилий, позволяют предположить, что он, возможно, также питался падалью.

## Таксономия
Многие виды, ранее отнесённые к этому роду, теперь рассматриваются в составе рода Strophodus, а в исследовании 2021 года Asteracanthus ornatissimus описан как единственный несомненный вид рода. В исследовании род рассматривался без промежуточного ранга (incertae sedis) в составе гибодонтообразных (Hybodontiformes).